# Hoylake
Hoylake ist eine Gemeinde (civil parish) an der Irischen See im Nordwesten der Halbinsel Wirral in Merseyside, England. Hoylake liegt 9 km von Birkenhead und 12 km von der gegenüber von Wirral gelegenen Großstadt Liverpool entfernt. Zusammen mit der benachbarten Gemeinde Meols bildet es den Wahlkreis Hoylake and Moels mit 13.348 Einwohnern. In Hoylake alleine leben 10.909 Einwohner (Census 2011).
Die Gemeinde Hoylake verfügt über einen 3 km langen Strandabschnitt, zwei Golfplätze (Royal Liverpool Golf Club und Hoylake Municipal Golf Club), einen Segelverein (Hoylake Sailing Club) sowie mehrere Pubs und Hotels. Zu den Sehenswürdigkeiten gehören das Hoylake Lighthouse, das einst Schiffe in den Hafen von Liverpool navigierte und die Red Rocks, ein Küstenschutzgebiet, das sich über 4 Hektar mit Sanddünen, Schilf und Sumpf erstreckt und eine der wenigen Verbreitungsgebiete der Kreuzkröte in Großbritannien ist.

## Persönlichkeiten
- Jane Campbell (* 1942), Schriftstellerin
- Paul Kennerley (* 1948), Songwriter und Produzent
- Chris Boardman (* 1968), Radrennfahrer